# Bandera de Nevada
La bandera de Nevada consta d'un fons blau i una estrella blanca a l'extrem superior esquerra, rodejada pel nom de l'estat. Damunt de l'estrella hi ha una cinta amb les paraules "Battle Born" (Nascut a la batalla), que fa referència al fet que Nevada es convertí en estat de la Unió durant la Guerra Civil americana. Sota l'estrella hi ha dues branquetes verdes de flors grogues de sagebrush (o artemisia tridentata), la flor de l'estat.
La bandera actual és el resultat d'un concurs de dissenys anunciat l'any 1926. El disseny guanyador, obra de Louis Shellback III, fou sotmès a algunes modificacions en la legislatura de l'estat, degut al desacord entre les dues parts del Parlament sobre la posició del nom Nevada. El consens arribà el 1929, any en què el governador Fred B. Balzar signà la llei que oficialitzà aquella bandera. El 1989, no obstant, un historiador descobrí que la llei firmada pel governador no es corresponia exactament amb l'acord establert. L'any 1991 el Parlament promulgà una llei mitjançant la qual precisà que la paraula Nevada havia d'aparèixer per sobre de les dues branques, què és la posició emprada fins avui dia.

## Història

Bandera de l'estat de Nevada de 1905 a 1915
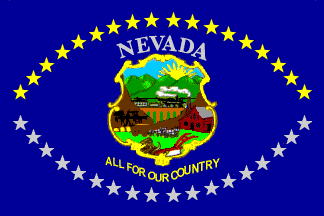
Bandera de l'estat de Nevada de 1915 a 1929
Bandera de l'estat de Nevada de 1929 a 1991